# 러시아의 연방시
러시아를 구성하는 85개 행정 구역 가운데 3개는 연방시(러시아어: Город федерального значения 고로드 페데랄노고 즈나체니야[*])이다.
1. 모스크바
2. 상트페테르부르크
3. 세바스토폴[1]

## 같이 보기
- 러시아의 자치구
- 러시아의 자치주
- 러시아의 변경주
- 러시아의 주
- 러시아의 공화국